# Ann Mui
Ann Mui Oi Fong (梅愛芳) (Hong Kong, 12 de maio de 1959 - Hong Kong, 16 de abril de 2000) foi uma cantora e atriz.

## Contexto
Ann era a irmã mais velha da atriz e cantora Anita Mui e tinha dois outros irmãos: Mui Kai-ming e Mui Te-ming. Sua mãe Tam Mei-gam (覃 美金) se casou novamente depois que seu pai morreu. Apesar de não serem irmãs gêmeas, sua voz é notavelmente similar, sendo que a única maneira de diferenciá-las foi a mão em que seguram o microfone. Ela é mais lembrada por seus papéis coadjuvantes em muitos filmes, especialmente em Police Story 2, de Jackie Chan.[carece de fontes?]
Mui morreu de câncer do colo do útero, o que provou ser genético, já que Anita morreu pela mesma razão. Ann deixou um marido, Poon Lap-Tak (潘立德), e dois filhos, Poon Man-hou (潘文皓) e Poon Zeon-hou (潘进皓). Como Anita, ela tinha uma voz dramática contralto, que é uma raridade na música pop chinesa. Seus restos cremados foram enterrados em Shang Sin Chun Tong em Kowloon Tong.